# شائولین کونگ‌فو

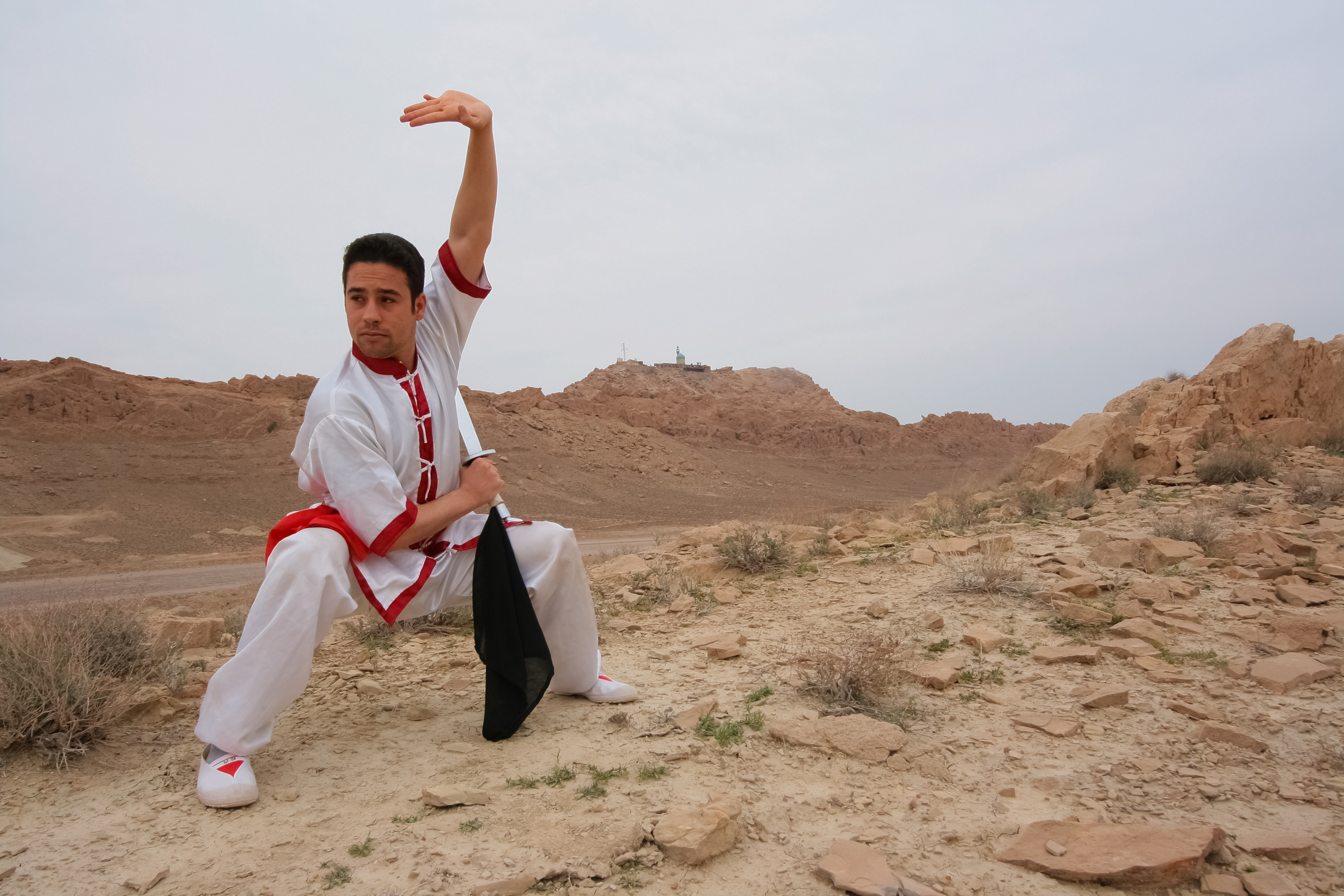
شائولین کنگ‌فو در ایران

شائولین کونگ‌فو (چینی: 少林功夫; پین‌یین: Shàolín gōngfu), یا شائولین ووشو (چینی: 少林武術; پین‌یین: Shàolín wǔshù) به گروه بزرگی از هنرهای رزمی چینی گفته می‌شود که خود را وارث حقیقی هنر های رزمی چینی تأسیس‌شده در معبد شائولین معرفی می‌کنند.